# Lastreopsis walleri
Lastreopsis walleri är en träjonväxtart som beskrevs av Tindale. Lastreopsis walleri ingår i släktet Lastreopsis och familjen Dryopteridaceae. Inga underarter finns listade.